# Sphodromantis lineola
Sphodromantis lineola Burmeister, 1838 è un insetto mantoideo della famiglia Mantidae.

## Distribuzione e habitat
Angola, Etiopia, Burkina Faso, Gabon, Ghana, Guinea, Camerun, Kenya, Congo, Liberia, Malawi, Mali, Nigeria, Senegal, Sudan, Tanzania, Togo, Uganda, Zambia, Repubblica Centrafricana, Zimbabwe.

## Tassonomia
La specie Sphodromantis lineola conta tre sottospecie:
- Sphodromantis lineola lineola Burmeister, 1838
- Sphodromantis lineola pinguis Roy, 1968
- Sphodromantis lineola speciosa Roy, 1971